# Le Portrait (film, 1948)
Pour les articles homonymes, voir Le Portrait.
Pour plus de détails, voir Fiche technique et Distribution.
Le Portrait (肖像, Shōzō) est un film japonais de Keisuke Kinoshita sorti en 1948.

## Synopsis
Kaneko et Tamai, deux hommes peu scrupuleux s'associent pour acheter à bas prix une maison dans l'espoir de la revendre avec à la clé un juteux bénéfice. Seul obstacle à leur projet, la maison est occupée par la famille d'un peintre sans le sou qui n'a ni les moyens ni l'intention de quitter les lieux. Les deux compères imaginent un stratagème pour forcer la main aux indésirables, installer Midori, la jeune maitresse de Kaneko au tempérament de feu, à l'étage de la maison. Mais les occupants de la maisonnée, le peintre Nomura et sa femme, leur fille Yoko et leur belle-fille Kumiko accueillent avec bienveillance et une inaltérable bonne humeur celle qu'ils prennent pour la fille de Kaneko, leur nouveau propriétaire.
Mais Midori, est séduite par la simplicité et la joie de vivre de cette famille. Elle s’adoucit à leur contact, ce qui n'est finalement pas pour déplaire à Kaneko, bien que cela ne fasse guère avancer son affaire, et elle accepte de servir de modèle pour un portrait peint par Nomura. Peu à peu cependant, Midori s'assombrit. Elle est tiraillée par le fait de mentir à la famille Nomura et n'accepte plus sa condition de concubine. Elle ne se reconnait pas dans le beau portrait qu'a réalisé d'elle Nomura. Elle le juge trop flatteur comparé à sa noirceur. Elle décide de tout plaquer et de s'enfuir.
Pour la famille Nomura, la chance tourne enfin, le portrait de Midori est reconnu par les critiques d'art et est exposé dans un musée tandis qu'Ichiro, le tant attendu fils qui n'était toujours pas revenu de la guerre, rentre enfin au pays.

## Fiche technique
- Titre français : Le Portrait
- Titre original : 肖像 (Shōzō?)[1]
- Réalisation : Keisuke Kinoshita
- Scénario : Akira Kurosawa
- Photographie : Hiroshi Kusuda
- Montage : Yoshi Sugihara
- Musique : Chūji Kinoshita (ja)
- Son : Saburo Ono

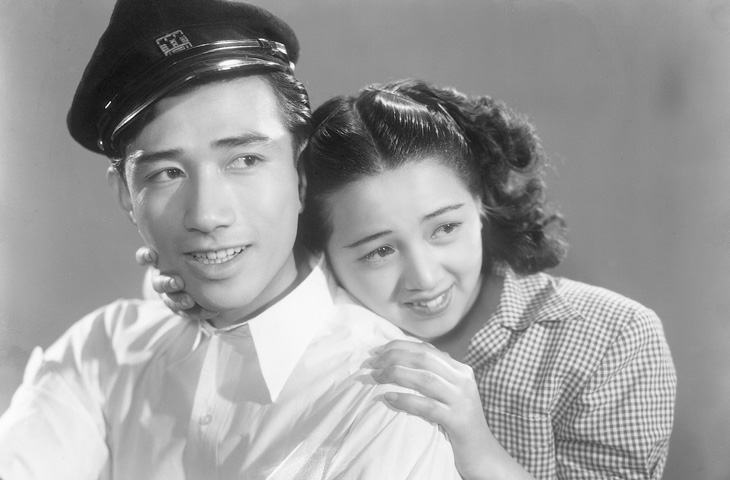
Keiji Sada et Yōko Katsuragi dans Le Portrait (1948)

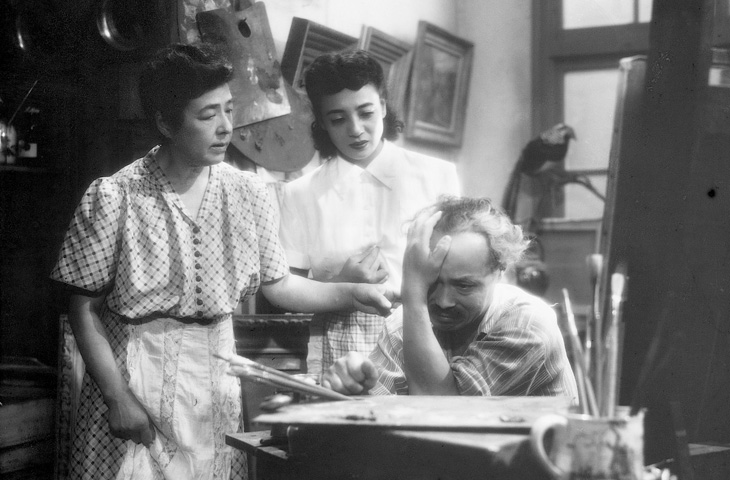
De gauche à droite : Chieko Higashiyama, Kuniko Miyake et Ichirō Sugai dans Le Portrait (1948)

- Assistant réalisateur : Masaki Kobayashi
- Producteur : Takeshi Ogura
- Sociétés de production : Shōchiku
- Pays d'origine :  Japon
- Format : noir et blanc — 1,37:1 — 35 mm — son mono
- Genre : comédie dramatique
- Durée : 73 minutes[1] (métrage : 8 bobines - 2 014 m[2])
- Date de sortie :
  - Japon : 27 juillet 1948 (avant première) — 3 août 1948 (sortie cinéma)[2]

## Distribution
- Kuniko Igawa : Midori
- Eitarō Ozawa : Kaneko
- Kamatari Fujiwara Tamai
- Ichirō Sugai : Nomura, le peintre
- Chieko Higashiyama : la femme du peintre
- Kuniko Miyake : Kumiko, la belle-fille
- Yōko Katsuragi : Yoko, la fille
- Mitsuko Miura : l'amie de Midori
- Keiji Sada : Nakajima, le voisin
- Tōru Abe : Ichiro le fils